# Detlev Quandt
Detlev „Delle“ Quandt (* um 1950; † 1991 auf La Palma, Kanarische Inseln, Spanien) war ein deutscher Schauspieler.

## Leben
Detlev Quandt betrieb in den 1970er-Jahren Dortmunds ersten Bio-Laden „Grasblatt“, als ihm Adolf Winkelmann die Hauptrolle in seinem Film Die Abfahrer anbot. Winkelmann, der zu dieser Zeit häufig mit Laiendarstellern arbeitete, gefiel neben Quandts schauspielerischem Talent auch die Tatsache, dass dieser gelegentlich als Lkw-Fahrer für die Hoesch AG arbeitete. Für die Rolle des Atze, der in dem Roadmovie Die Abfahrer einen Möbelwagen stiehlt und damit durch die Gegend fährt, eine nicht unwesentliche Qualifikation.
Aufgrund des großen Erfolgs dieses „Ruhrgebietsfilms“ und der persönlichen Freundschaft zwischen Quandt und Winkelmann, die sich während der Dreharbeiten entwickelt hatte, willigte Detlev Quandt ein, in Winkelmanns Folgeproduktion Jede Menge Kohle erneut die Hauptrolle zu spielen. Als Bergmann Katlewski bricht er aus seinem rollenkonformen Leben aus und macht sich auf die Suche nach einem neuen Lebensentwurf. In dem Film spricht Katlewski den Satz „Es kommt der Tag, da will die Säge sägen.“, der seitdem im Ruhrgebiet und seinem Umland eine gewisse Bekanntheit genießt.
Mit den beiden Winkelmann-Filmen hatte sich Quandt bundesweit eine gewisse Bekanntheit als Independent-Darsteller aus dem Ruhrgebiet erarbeitet. Dennoch hatte der „Hippie und positive Freak“ (Zitat Winkelmann) keine weiteren Ambitionen im Filmgeschäft. Unmittelbar nach Abschluss der Dreharbeiten reisten Detlev Quandt und seine Lebensgefährtin in einem vollgepackten Landrover in Richtung Kanarische Inseln ab, wo sie sich in der Folge niederließen. 1991 starb Quandt im Alter von 41 Jahren auf La Palma (Kanarische Inseln).

## Filmografie
- 1978: Die Abfahrer
- 1981: Jede Menge Kohle